# Lac Dove
Le lac Dove est un lac glaciaire situé à proximité du Mont Cradle au nord-ouest de la Tasmanie en Australie dans le parc national de Cradle Mountain-Lake St Clair. Il mesure 6,6 km de long.
On peut en faire le tour en une promenade de 3 heures, sur un sentier très bien entretenu par le personnel du parc. C'est également un point de départ de l'ascension du Mont Cradle.
La végétation aux environs du lac inclut notamment nothofagus gunnii, la seule plante à feuillage caduc de Tasmanie, et qui donne une parure orangée aux montagnes environnantes en automne. On y trouve aussi tussacks, gommiers des neiges et pins crayons.
Parmi les espèces animales vivant près des berges, on peut noter l'ornithorynque, le wombat, le pademelon, le Wallaby à cou rouge, l'échidné à nez court et le serpent-tigre.